# 12414 Bure
12414 Bure è un asteroide della fascia principale. Scoperto nel 1995, presenta un'orbita caratterizzata da un semiasse maggiore pari a 2,4239127 UA e da un'eccentricità di 0,1998239, inclinata di 2,26154° rispetto all'eclittica.

## Nome
Chiamato in questo modo in onore di Pavel Bure, hockeista su ghiaccio russo.